# Carlos Torres Garay
Carlos Antonio Torres Garay (Lima, 25 de junio de 1966) es un exfutbolista peruano que se desempeñó en diversas posiciones a lo largo de su carrera. Actualmente tiene 58 años.

## Trayectoria
Su debut ocurrió en Sport Boys donde inicialmente jugaba como delantero. Con el Internazionale tuvo destacadas actuaciones que le permitieron ser fichado por el Sporting Cristal, en este período, Torres retrocedió su posición y se desempeñó como centrocampista o como lateral. Obtuvo los campeonatos de 1994 y 1995. En los tramos finales de su carrera jugó también por Juan Aurich y Alianza Atlético.

## Clubes
| Club             | País | Año         |
| ---------------- | ---- | ----------- |
| Sport Boys       | Perú | 1985        |
| Internazionale   | Perú | 1986 - 1991 |
| Sporting Cristal | Perú | 1992 - 1995 |
| Aurich-Cañaña    | Perú | 1996        |
| Alianza Atlético | Perú | 1997        |
| Sporting Cristal | Perú | 1998        |
| Juan Aurich      | Perú | 1998 - 1999 |
| Alianza Atlético | Perú | 2000        |

## Palmarés

### Campeonatos nacionales
| Título                    | Club             | País | Año  |
| ------------------------- | ---------------- | ---- | ---- |
| Primera División del Perú | Sporting Cristal | Perú | 1994 |
| Primera División del Perú | Sporting Cristal | Perú | 1995 |